# Megachile nematocera
Megachile nematocera är en biart som beskrevs av Cockerell 1929. Megachile nematocera ingår i släktet tapetserarbin, och familjen buksamlarbin. Inga underarter finns listade i Catalogue of Life.